# Adapidae
Adapidae — родина вимерлих приматів, які переважно випромінювалися в еоценову епоху приблизно від 55 до 34 мільйонів років тому.
Систематика та еволюційні зв’язки адапідів суперечливі, але є досить вагомі докази посткраніального скелета (все, крім черепа або черепної коробки), що адапіди були стовбуровими мокроносими. Зокрема, анатомія адапідного зап’ястя та щиколотки демонструє схожість із живими мокроносими. Однак адапідам бракувало багатьох анатомічних спеціалізацій, характерних для живих мокроносими, таких як зубний гребінь.